# Mania persecuției
Mania persecuției (care se mai numește și delir persecuțional) este o stare patologică manifestată prin ideea fixă a cuiva că este persecutat de toată lumea.
Mania persecuției, combinată cu mania grandorii (megalomanie) și neîncrederea, este specifică unei boli psihice, manifestate prin idei delirante fixe, denumită paranoia.
Mania persecuției este un simptom care se manifestă la 28 la sută din bolnavii care suferă de sindromul maniaco-depresiv.
Mania persecuției apare, în general, la persoanele care au o stimă de sine scăzută și care consideră că din moment ce toată lumea îi ia în derâdere, cu siguranță fac ceva greșit. Deseori, persoanele care suferă de mania persecuției au trăiri interioare foarte puternice, se macină pentru că nu știu ce gândesc cei din jur despre ei și suferă pentru că se simt ignorați și nu au puterea să risposteze.
Mania persecuției survine și la persoanele care suferă de dependență de substanțe psihotrope (droguri) și alcoolism - în stadii severe sau la încetarea bruscă a consumului de droguri sau alcool (sevraj), când starea de spirit devine anxioasă. Apare și în cazul unor supradoze de droguri, în special psihotrope. Acestea sunt prescrise pentru tratamentul bolilor mintale și, dacă sunt consumate în doză greșită, atunci vor exista halucinații și iluzii de persecuție.
Uneori, mania persecuției este însoțită de un delir de grandoare, bolnavul considerând că este persecutat deoarece, având calități deosebite, stârnește invidia dușmanilor săi, care caută din aceste motive să-l distrugă fizic sau moral. În anumite cazuri, bolnavul se apără de persecuțiile imaginare revendicând drepturi care consideră i-au fost uzurpate, făcând demersuri la organele în drept și chiar comite acte de violență asupra dușmanilor închipuiți, din persecutați imaginari devenind persecutori reali.